# Alberto Ulloa Cisneros
Alberto Ulloa Cisneros (Lima, 15 de mayo de 1862 - ibídem, 23 de febrero de 1919), fue un periodista, diplomático y político peruano. Secretario de la legación en Ecuador (1887-1891), ministro plenipotenciario en Argentina y Uruguay (1893-1894), y luego en Colombia (1900-1902). Auspició en 1896 la creación del Archivo de Límites del Ministerio de Relaciones Exteriores del Perú. Director del diario El Tiempo que luego se fusionó con La Prensa de Lima; dirigió este último entre 1905 y 1915, destacando por sus combativos editoriales contra los gobiernos de turno. Fue finalmente parlamentario en el Congreso de la República del Perú entre 1913 y 1918. 
Perteneciente a una estirpe de intelectuales limeños, fue hijo de José Casimiro Ulloa Bucelo, padre de Alberto Ulloa Sotomayor y abuelo de Manuel Ulloa Elías.

## Primeros años
Hijo de José Casimiro Ulloa Bucelo, médico y periodista, y Catalina Cisneros, hermana del poeta Luis Benjamín Cisneros y del orador Luciano Benjamín Cisneros.
Estudió en el Colegio Peruano dirigido por Melchor T. García. Ingresó a la Facultad de Letras de la Universidad de San Marcos donde solo estuvo un año (1878), pues se incorporó al ejército al estallar la guerra del Pacífico en 1879.
En la guerra actuó primero como secretario de su padre, que era cirujano en jefe de las tropas encargadas de la defensa de Lima. Luego, con el grado temporal de capitán, pasó a integrar el Estado Mayor del dictador Nicolás de Piérola. Peleó en las batallas de San Juan y Miraflores (1881). Contó todos esos sucesos en el folleto titulado Lo que yo vi. Se cuenta también que fue camarada de armas de Augusto B. Leguía, quien años después llegó a ser presidente del Perú.
Tras la ocupación de Lima por los chilenos, acompañó a Piérola en su marcha a la sierra. Finalizada la guerra, trabajó como agricultor en Yungay y en Palpa. Se dedicó a la compra y venta de vinos y aguardientes.
Cuando el presidente Miguel Iglesias desterró a su padre, regresó a Lima y tomó parte en la revolución del general Andrés A. Cáceres contra el gobierno iglesista (1885). Junto con un grupo de camaradas armados, se posesionó de la torre de la Iglesia de San Francisco en Lima. La revolución triunfó y Cáceres subió a la presidencia.

## Labor en la Cancillería

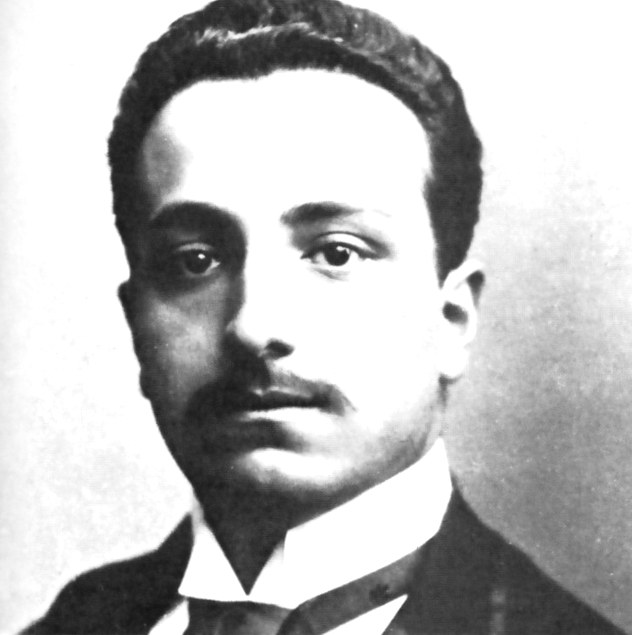
Alberto Ulloa Cisneros, fotografiado por Courret.

Durante el primer gobierno de Cáceres, ingresó al servicio diplomático, como secretario de segunda clase de la legación acreditada en Ecuador (1887-1891), pasando a ser encargado de negocios, por ausencia del titular. Luego fue elevado a Oficial Mayor del Ministerio de Relaciones Exteriores (1892, y nuevamente de 1898 a 1901). También fue ministro plenipotenciario en Argentina y Uruguay (1893-1894).
Debido a su empeño, se creó en 1896 el Archivo de Límites del Ministerio de Relaciones Exteriores, de cuya dirección se hizo cargo. Así se empezó a organizar la documentación de la defensa peruana en las cuestiones territoriales y limítrofes. Labor muy importante para los intereses del Perú, habida cuenta de que por entonces este país tenía problemas limítrofes con todos sus vecinos, azuzados por Chile.
Junto con Carlos A. Romero, empezó a editar la Revista de Archivos y Bibliotecas Nacionales (1898-1900).
De 1900 a 1902 fue ministro plenipotenciario en Colombia, donde se destacó en velar por los intereses de su país. Uno de sus logros fue el descubrimiento y la publicación de los protocolos secretos chilenos-colombianos Herbozo-Abadía Méndez (suscritos el 27 de septiembre de 1901), que demostraron las maquinaciones chilenas de urdir una alianza con Colombia y Ecuador, evidentemente dirigida contra el Perú, en momentos en que se agravaba el litigio peruano-chileno por el incumplimiento del plebiscito de Tacna y Arica. Ulloa consiguió el texto de esos protocolos, pagando con su propio dinero. Pero la cancillería peruana no le dio la debida importancia y Ulloa renunció a su cargo, pasando a Europa, donde publicó los documentos en el diario The Sun de Londres, en octubre de 1902. Descubierta las negociaciones chilenas-colombianas, estas se frustraron.
Posteriormente, Ulloa publicó el libro La opinión colombiana y la cuestión de Tacna y Arica (Lima, 1905) en el que recogió testimonios colombianos sobre el incidente.

## Director deLa Prensa

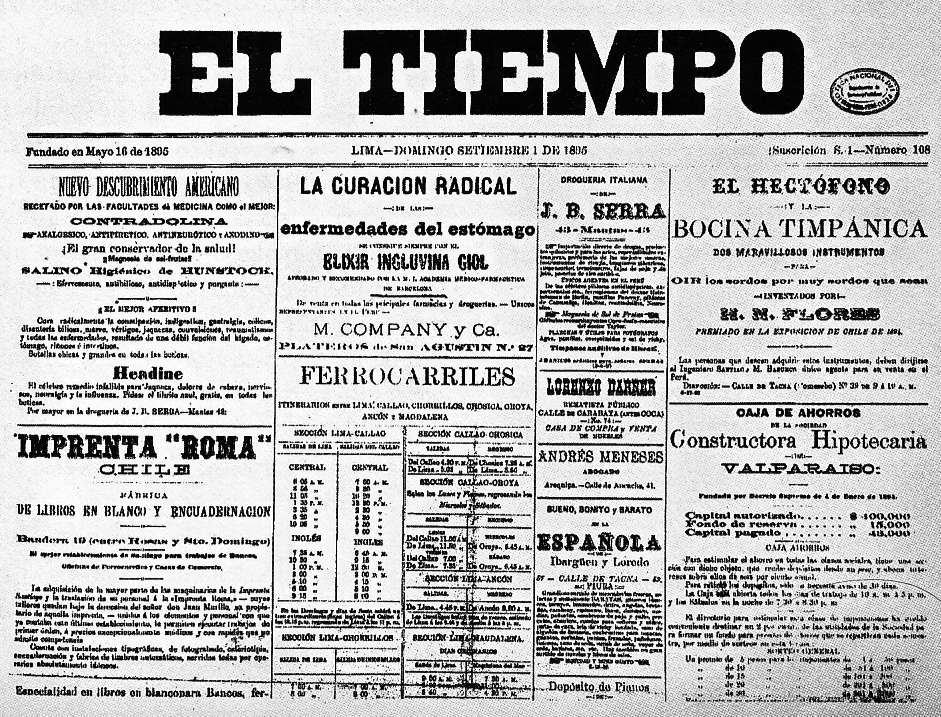
Portada de un número del diario El Tiempo, que Ulloa adquirió en 1898.

En 1903 regresó al Perú y se dedicó de lleno al periodismo. Asumió la dirección de El Tiempo, diario del que era propietario asociado desde 1898. Allí, entre 1903 y 1905, publicó su columna titulada «Reflexiones de un cualquiera», bajo el seudónimo de J. I., que sería recopilada tiempo después por su hijo Alberto Ulloa Sotomayor.
En 1905, la empresa propietaria de El Tiempo se fusionó con la de La Prensa (diario fundado en 1903 por Pedro de Osma y Pardo y que era el vocero del pierolismo). El Tiempo cesó de aparecer y continuó La Prensa, cuya dirección ejerció Ulloa hasta 1915, bajo la consigna de mostrar absoluta independencia política (entendiéndose ello con ser opositor al gobierno de turno).
En los años en que estuvo en La Prensa, Ulloa escribió uno o más artículos diariamente, casi siempre editoriales. Asimismo, modernizó el diario, adquiriendo una máquina rotativa y una linotipia, y brindó acogida a una brillante promoción de escritores y periodistas, como Enrique Castro Oyanguren, Luis Fernán Cisneros, José María de la Jara y Ureta, Leonidas Yerovi, y posteriormente, Abraham Valdelomar, José Carlos Mariátegui y Julio Málaga Grenet.
Como partidario y admirador de Piérola, Ulloa atacó duramente a los gobiernos civilistas de José Pardo y Barreda (1904-1908) y de Augusto B. Leguía (1908-1912). En mayo de 1908 se comprometió en la revolución de Augusto Durand Maldonado, por lo que sufrió prisión, mientras que su diario fue cerrado.
Tras su liberación, volvió a su labor periodística opositora, pero nuevamente fue encarcelado, a raíz de la intentona golpista del 29 de mayo de 1909 contra el presidente Leguía, siendo enjuiciado por tenencia ilegal de armas.
Tras un año de encierro, fue puesto en libertad, prosiguiendo su campaña contra el régimen. Al finalizar el gobierno de Leguía, despidió a este presidente con palabras muy subidas de tono que publicó en la editorial de su diario.
En 1912 tuvo una gran influencia para el surgimiento de la ola popular que elevó a la presidencia a Guillermo Billinghurst. Pero acabó por distanciarse de dicho gobernante y fue uno de los instigadores de la revolución que lo derrocó el 4 de febrero de 1914.

## Orador parlamentario
Enemistado con el gobierno militar que había propiciado, en 1915 Ulloa partió al destierro, tras abandonar definitivamente la dirección de La Prensa, cuyas acciones vendió a Augusto Durand Maldonado, líder del Partido Liberal.
De retorno al Perú, incursionó esporádicamente en el periodismo, pero siguió interviniendo en la política, esta vez como diputado por la provincia de Yauyos en el Congreso de la República (de 1913 a 1918). Fue también autor de notables discursos, demostrando sus conocimientos de los problemas del Perú y su visión de estadista.
Falleció en Lima, el 23 de febrero de 1919. 

## Publicaciones
Su obra escrita fue parcialmente compilada y editada por su hijo, Alberto Ulloa Sotomayor, en Reflexiones de un cualquiera (1945) y Escritos históricos (1946).

## Semblanza
Periodista y maestro de periodistas, entendió su función como faena de combate, como cátedra de orientación de la opinión pública, como tribuna de fiscalización de la vida política, como sacerdocio cívico. Recio, intransigente, fervoroso, llevó a su prosa antipatías y afectos, idealismos y pasiones que fueron profundos y a veces arrebatadores pero siempre sinceros. Su estilo fue sencillo y directo. Las palabras salían en él eficaces y exactas como una voz clara y fuerte. No eran ampulosas ni triviales. Los párrafos parece que están compuestos de un solo bloque, con pasmosa facilidad, sin haber sido corregidos. No se percibe el jadear de los gañanes de la pluma, ni el desaliño de los irreflexivos, ni el colorete con que adornan sus frases los petimetres idiomáticos. De pronto una cita o una referencia histórica ponía un fulgor de oro viejo en medio de los oropeles del carnaval criollo, delatándolo. Siempre estuvo lejos del chiste que suele ser un parapeto de los frívolos o de los mezquinos. Supo producir, en cambio, el golpe del sarcasmo, la emoción del contraste, el vigor del claroscuro al reflejar la amargura del anhelo frente a la realidad, de la esperanza chocando con la desilusión. A veces se empinó sobre el momento fugaz y esbozó normas de orientación permanente. El periodista superó lo periodístico, se trocó en publicista y hasta en hombre de Estado. Se puede no estar de acuerdo con él en algunas cosas, quizás en todo o casi todo, pero no se puede negar que buscó afanosamente lo noble, lo justo, lo verdadero. El mismo escribió alguna vez: "Vivo identificado con el medio en que me hallo, pero libre el espíritu de viles ataduras, no pago a la relatividad de la moral de estos tiempos el tributo que pagan los otros. Vivo animado del afán de decir la verdad, educado en su seno, habituado a quererla, corriendo en su busca, embriagado en su huella, como el sabueso que rastrea al ciervo fugitivo y ligero". Su propósito fue convertirse en invisible abogado del pueblo. No tuvo miedo: la polémica era para él una fiesta, le hacía circular mejor la sangre.
Jorge Basadre